# Leconte de Lisle
Charles Marie René Leconte de Lisle (22. října 1818, Saint-Paul ostrov Réunion – 17. července 1894, Voisins, Francie) byl přední francouzský básník - parnasista.

## Biografie
Pocházel z bohaté rodiny, narodil se na ostrově Réunion, jehož exotické prostředí ho velmi ovlivnilo. Pro neshody a velkou přísnost otce svou rodinu opustil, po několika cestách se od roku 1846 trvale usadil v Paříži, kde chudě přežíval jako učitel, věnoval se studiu řeckých klasiků. Později se stal knihovníkem a seznámil se s mnoha vlivnými literáty, čímž založil parnasistní hnutí.
Vydal několik básnických sbírek (mezi nimi rozsáhlou básnickou povídku Kain), stal se velmi uznávaným. Zastával panteistický světonázor, jeho básně byly silně ovlivněny řeckou filosofií. Snažil se o co nejčistší jazyk a nejdokonalejší formu, jeho básně jsou velmi melancholické, obsahují mnoho mytologických narážek. Tematicky se soustřeďují především na živé popisy tropické přírody a evokace antických dob. Jeho dílo je velmi pesimistické.
Formálně patří k nejdokonalejším francouzským básníkům. Velmi často také překládal díla antických básníků. V českém prostředí velmi ovlivnil Jaroslava Vrchlického, který také značnou část jeho díla přeložil.
V roce 1885 mu byl udělen neoficiální titul Kníže básníků. Jeho kenotaf se nachází na pařížském hřbitově Montparnasse, ale pochován je ve svém rodišti, tzn. na ostrově Réunion.

## Fotogalerie

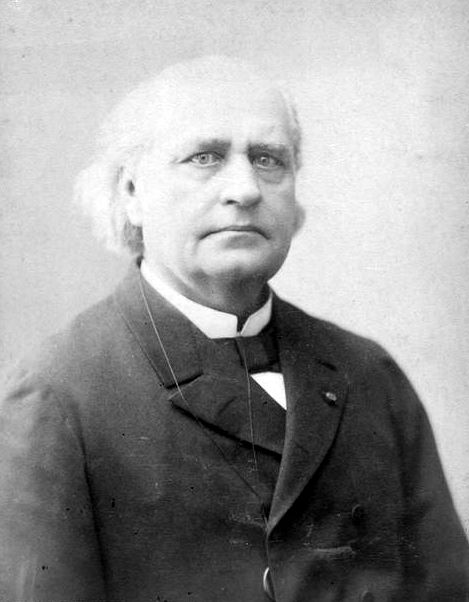
Leconte de Lisle
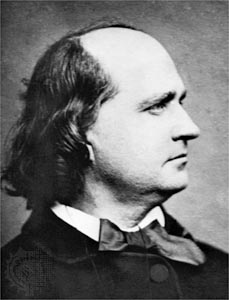
Leconte de Lisle
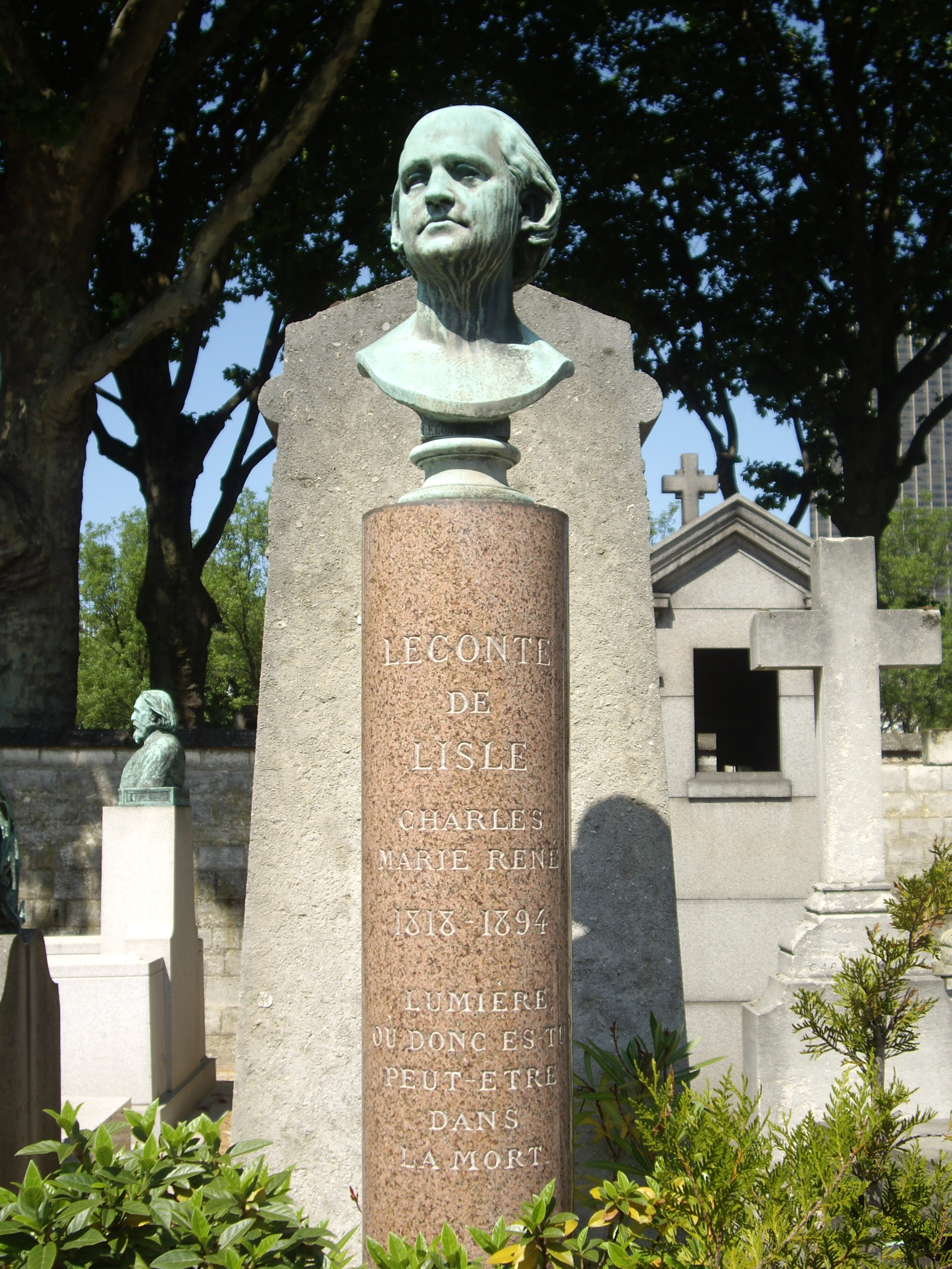
Jeho kenotaf na pařížském hřbitově Monparnasse
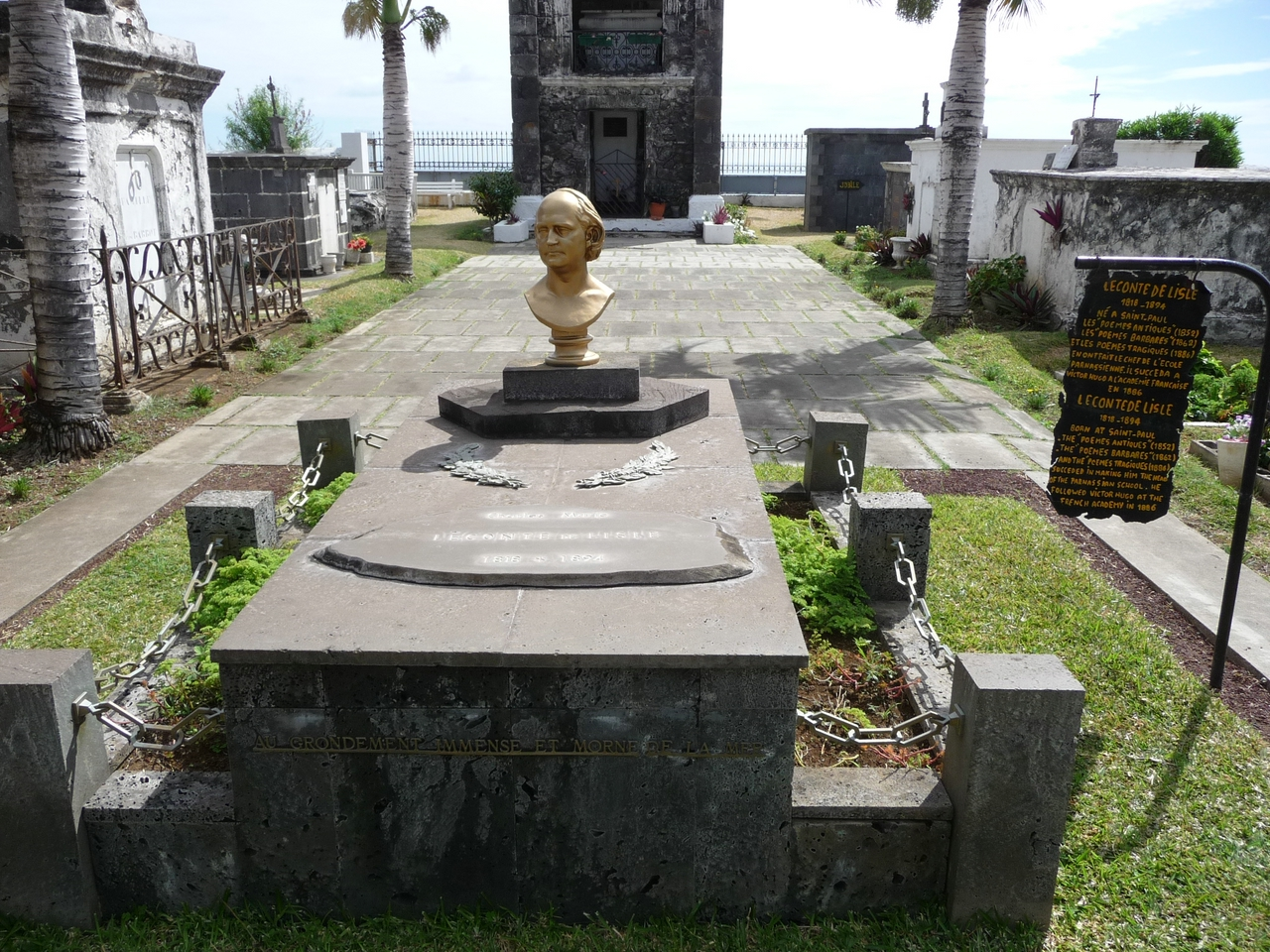
Jeho hrob na hřbitově 'Le cimetière Marin de Saint-Paul' (Réunion)
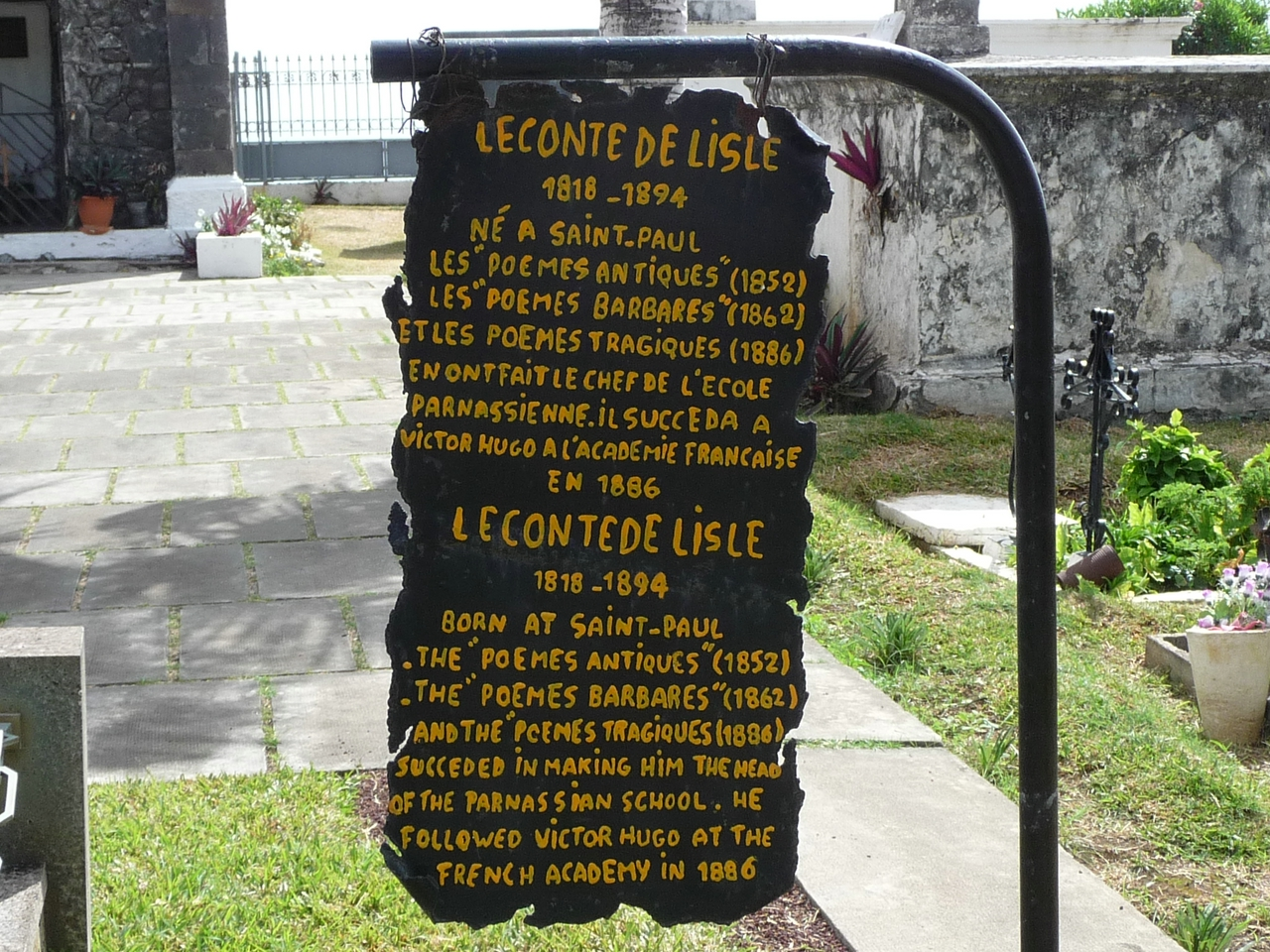
Leconte de Lisle na hřbitově 'Le Cimetière Marin de Saint-Paul' (Réunion)